# Thedinghausen
Thedinghausen (dolnoniem. Thänhusen) – miejscowość i gmina w Niemczech, w kraju związkowym Dolna Saksonia, w powiecie Verden, siedziba gminy zbiorowej Thedinghausen.